# Teststreifen

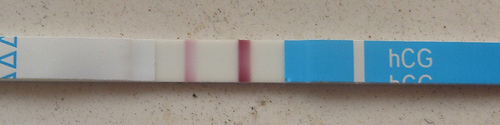
Teststreifen für Schwangerschaftstest mit positivem Ergebnis

Als Teststreifen oder Teststäbchen bezeichnet man ein längliches Objekt, mit dem das Vorhandensein, die Menge oder auch die Konzentration einer Substanz nach einem oder mehreren Kriterien bestimmt werden kann. Die Auswertung kann visuell oder mittels elektronischer Geräte erfolgen.
Als Hilfsmittel bei visueller Auswertung werden häufig Muster zum Farbvergleich verwendet, die entweder auf separaten Karten oder auch direkt auf der Verpackung des jeweiligen Produkts aufgebracht werden. Die Messmittel gehen nach der einmaligen Anwendung typischerweise verloren.
Häufige Anwendungen finden sich – etwa bei Bestimmung des Blutzuckergehalts oder einem Schwangerschaftstest – in der Medizin und der Pharmazie, aber z. B. auch in der Gebäude-Messtechnik und bei der Nahrungsmittelherstellung. Die Messziele sind sehr vielfältig, die Anwendung teils sehr verschieden.